# サンタが殺しにやってくる
『サンタが殺しにやってくる』（原題: Christmas Evil）は、1980年のアメリカ映画。

## ストーリー
ある年のクリスマス、ハリー少年は、サンタクロースに変装した父親と母親がセックスしているのを目撃してしまい、以後サンタに異常な執着を持つようになってしまう。やがて成長して玩具会社に勤めるようになったハリーは、サンタのコスプレをしてよい子にプレゼントを配り、悪い大人を惨殺して回るようになる。

## キャスト
- ブランドン・マガート
- ジェフリー・デマン
- ダイアン・ハル
- スコット・マッケイ
- ジョー・ジャムログ
- ピーター・フリードマン
- レイ・バリー
- ボビー・レサー
- サム・グレイ